# 深入地下城之石头汤
《深入地下城之石头汤》是一款自由开源的Roguelike电子游戏，继承自1997年Linley Henzell所开发的电子游戏《Linley's Dungeon Crawl》，由活跃的社区开发支持。
《深入地下城之石头汤》在2008年逾500名Roguelike玩家的投票中高居榜首， 并于2009年与2010年位居次席，（分别仅次于DoomRL与马基埃亚尔的传说）2011年则排名第三（次于《马基埃亚尔的传说》与《Dungeons of Dredmor》)。
《深入地下城之石头汤》基于GNU通用公共许可协议第二版及之后的版本发布。

## 游戏性
在该游戏中玩家创建自己的角色，并在拥有众多分支的地牢中探索，旨在搜集至少3个“Zot的符文”（runes of Zot）以获得“Zot之球”（Orb of Zot），并从第一层逃出生天。
游戏主线地牢包括15层地牢、5层深层空间以及5层 Zot 空间。除此之外，主要分支有单层的神庙、2层的兽人矿区、3层的精灵宫殿、8层的兽穴、5层无限大的深渊、5层无限大的万魔殿以及单层的地狱前厅。
玩家新建角色时，要选择不同的种族和初始背景。 在0.18版本中，种族共计有26支，除去人类、矮人、半身人、巨魔等常见奇幻角色，还包括了猫、八足章鱼、木乃伊等。不同种族自有其不同特性，例如牛头人精于近战，石像鬼对毒、电拥有抗性等。
角色的初始背景决定了其初始技能与装备。在0.18版本中，共有24个可选初始背景，分为战士、信徒、战斗法师、法师、冒险者五个大类。在后续游戏中，玩家可以自行决定其发展方向，例如，初始为战士的角色在捡到强力魔法书后，可以着重修炼施法技能。
游戏的技能系统分为攻击、防御、魔法三大块。各种族修习不同技能的速度不一，如洞穴精灵的法术技能进步飞快，而战斗技能则进度缓慢。玩家亦可自行设定不同技能的修习强度。
在0.18版本中，合计有23位神祇。除信徒一开局便已加入某宗教外，其他角色可在游戏初期找到祭坛并参拜神明，以加入某教。在游戏过程中提升与神的好感度，可以获得相应奖励（技能、装备等），触怒了神灵也会引起可怕的惩罚。

## 历史

### 图形版本

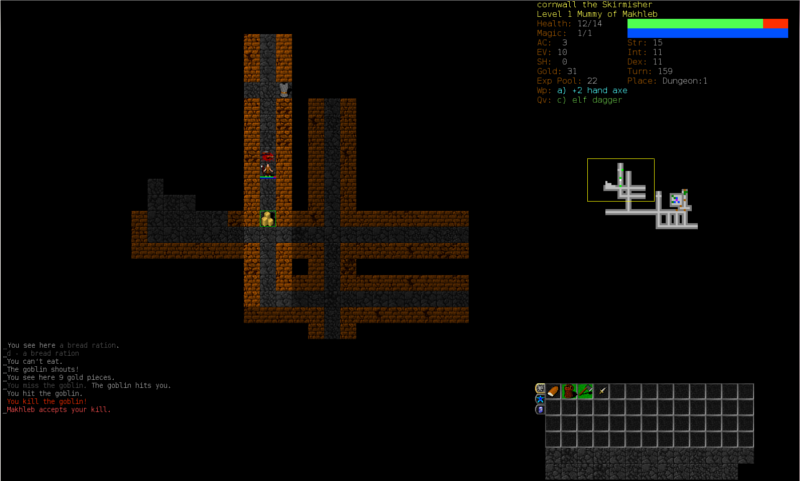
图形版本

深入地下城之石头汤拥有友好的图形界面版本（本地或在线），使得新手更易入门。

### 安卓版本
当前有两款可运行于安卓的游戏版本。
Google Play上的控制台版本为非官方版本。
官方图形版本当前仍在开发，最新的不稳定版可于官网下载。
《深入地下城之石头汤》当前稳定版本号为0.18.1

## 在线游戏
一些公共服务器支持通过SSH 客户端进行线上游戏，甚至可能允许在浏览器中运行图形版本。在在线游戏过程中，玩家有机会遇上其他角色死亡后留下的鬼魂。通常在四月与九月会面向所有玩家举办锦标赛。